# Zúnmod
Zúnmod je hlavním městem mongolského Centrálního ajmagu. Leží asi 30 km na jih od Ulánbátaru. Žije zde 14 660 obyvatel (2006). Správním centrem ajmagu se stal v roce 1942, předtím oblast spravoval Ulánbátar.